# Real Zaragoza 1987-1988
Questa voce raccoglie le informazioni riguardanti il Real Zaragoza nelle competizioni ufficiali della stagione 1987-1988

## Stagione
Il 4 dicembre 1987 l'allenatore Luis Costa Juan venne sostituito da Manolo Villanova, che resterà in carica fino al 30 giugno 1988.

## Rosa
| N. |                   | Ruolo | Calciatore                        |
| -- | ----------------- | ----- | --------------------------------- |
|    | Spagna (bandiera) | P     | Andoni Cedrún                     |
|    | Spagna (bandiera) | P     | Eugenio Vitaller                  |
|    | Spagna (bandiera) | D     | Isidro Villanova                  |
|    | Spagna (bandiera) | D     | Casuco                            |
|    | Spagna (bandiera) | D     | Alfonso Fraile                    |
|    | Spagna (bandiera) | D     | Juanito                           |
|    | Spagna (bandiera) | D     | Narcís Julià                      |
|    | Spagna (bandiera) | D     | Tino                              |
|    | Spagna (bandiera) | D     | Francisco Javier Pérez Villarroya |
|    | Spagna (bandiera) | D     | Rafael García Cortés              |
|    | Spagna (bandiera) | D     | Jesús Tejero                      |
|    | Spagna (bandiera) | D     | Albert Roca                       |
|    | Spagna (bandiera) | D     | Rafael García Cortés              |
|    | Spagna (bandiera) | D     | José Antonio Casajús              |
|    | Spagna (bandiera) | D     | Virgilio Hernández Paesa          |
|    | Spagna (bandiera) | C     | José María Lumbreras              |

| N. |                        | Ruolo | Calciatore                |
| -- | ---------------------- | ----- | ------------------------- |
|    | Spagna (bandiera)      | C     | Juan Antonio Señor        |
|    | Spagna (bandiera)      | C     | Francisco Güerri          |
|    | Spagna (bandiera)      | C     | José Manuel Mejías        |
|    | Spagna (bandiera)      | C     | Juan Carlos Justes Albiol |
|    | Spagna (bandiera)      | C     | Pedro Herrera             |
|    | Spagna (bandiera)      | C     | Pascual Sanz              |
|    | Spagna (bandiera)      | C     | Carlos Conde              |
|    | Spagna (bandiera)      | C     | Juan Vizcaíno             |
|    | Spagna (bandiera)      | C     | Manuel Abad               |
|    | Paesi Bassi (bandiera) | C     | Frank Rijkaard            |
|    | Uruguay (bandiera)     | A     | Rubén Sosa                |
|    | Spagna (bandiera)      | A     | Miguel Pardeza            |
|    | Spagna (bandiera)      | A     | Jesús Orejuela            |
|    | Spagna (bandiera)      | A     | Roberto Elvira            |
|    | Spagna (bandiera)      | A     | Francisco Pineda          |